# Schweizer Fussballmeisterschaft der Frauen 2025/26
Die Fussballmeisterschaft der Frauen 2025/26 ist die 56. Spielzeit im Schweizer Klubfussball der Frauen. Die oberste Spielklasse wird mit zehn Teams ausgetragen und mit einer Playoff-Runde entschieden. Titelverteidiger ist der BSC Young Boys.

## Super League
Die Regular Season beginnt am 23. August 2025 und endet am 5. April 2026. Danach begannen die Playoffs mit Viertelfinal (Hin- und Rückspiel), Halbfinal (Hin- und Rückspiel) und Final (Hin- und Rückspiel). Der Gewinner des Finals ist nicht nur Schweizer Meister, sondern qualifiziert sich auch für den Europacup. Die Viertelfinalverlierer spielen parallel zu den Halbfinals Klassierungsspiele (Hin- und Rückspiel). Die zwei letztplatzierten Teams spielen gegen die zwei besten aufstiegsberechtigten Teams der Nationalliga B eine Auf-/Abstiegsrunde (alle Teams spielen zwei Mal gegeneinander).

### Teilnehmer
| Team                            | Stadt           | Kanton           | Stadion                            | Trainer            | Rang Quali 2024/25   |
| ------------------------------- | --------------- | ---------------- | ---------------------------------- | ------------------ | -------------------- |
| FC Aarau Frauen                 | Aarau           | Aargau           | Sportanlage Schachen               | Olivier Häusermann | 7.                   |
| FC Basel                        | Münchenstein    | Basel-Landschaft | Sportanlage St. Jakob              | Kim Kulig          | 2.                   |
| Grasshopper Club Zürich         | Niederhasli     | Zürich           | GC-Campus Niederhasli              | João Paiva         | 6., Playoff-Finalist |
| FC Luzern                       | Luzern          | Luzern           | Sportanlage Allmend                | Luzia Odermatt     | 8.                   |
| FC Rapperswil-Jona              | Rapperswil-Jona | St. Gallen       | Stadion Grünfeld                   | Gerold Bisig       | 10.                  |
| Servette FC Chênois Féminin     | Chêne-Bourg     | Genf             | Stade des Trois-Chêne              | Cristian Toro      | 3.                   |
| BSC Young Boys                  | Bern            | Bern             | Stadion Wankdorf, Sportplatz Wyler | Imke Wübbenhorst   | 1., Meister          |
| FC St. Gallen Frauen            | St. Gallen      | St. Gallen       | Espenmoos, Gründenmoos             | Jasmin Schweer     | 4.                   |
| Frauenteam Thun Berner-Oberland | Thun            | Bern             | Stockhorn Arena                    | Julien Marendaz    | 9.                   |
| FC Zürich Frauen                | Zürich          | Zürich           | Sportanlage Heerenschürli          | Renato Gligoroski  | 5.                   |